# The Fool of the World and the Flying Ship
 The Fool of the World and the Flying Ship é um telefilme britânico de 1990 dirigido por Francis Vose. O roteiro adaptado por John Hambley é baseado em um conto popular russo.

## Elenco
- Robin Bailey ... (voz)
- Maurice Denham ... (voz)
- Jimmy Hibbert ... Crown Prince of Anatolia / Boris / Pyotr (voz)
- Martin Jarvis ... Sharp Shooter / Lightening (voz)
- Edward Kelsey ... (voice)
- Miriam Margolyes ... Mother / senhora Mrs Woodcutter (voicvoze)
- Alan Rothwell ... (voice)
- David Suchet ... Narrador (voz)
- Barbara Wilshere ... (voz)
- John Woodvine ... O Chamberlain / Pai (voz)

## Prêmios
| Ano  | Prêmio                      | Categoria                         | Resultado |
| ---- | --------------------------- | --------------------------------- | --------- |
| 1991 | Emmy Internacional          | Melhor Programa Infanto-juvenil   | Venceu    |
| 1991 | World Animation Celebration | Animação Produzida para Televisão | Venceu    |